# Васильев, Александр Николаевич (футболист, 1992)
Алекса́ндр Никола́евич Васи́льев (23 января 1992, Уфа, Башкортостан, Россия) — российский футболист, атакующий полузащитник.

## Карьера
Воспитанник башкирского футбола. Первый тренер Рашид Фазлыев. Начинал заниматься футболом на стадионе «Труд» (ныне снесен, на его месте построен ледовый дворец «Уфа-Арена»). В 2008 году присоединился к московскому ЦСКА. С 2009 года выступал за молодёжный состав (60 матчей, 18 голов — в молодёжном первенстве). За основной состав дебютировал 2 декабря 2010 года в матче группового раунда Лиги Европы против швейцарской «Лозанны», выйдя на замену на 75-й минуте встречи.
10 февраля 2012 года вместе с Алексеем Никитиным перешёл на правах аренды в «Енисей». 10 июля 2012 был отдан в аренду в ФК «Уфа». 31 июля 2013 перешёл в ФК «Ростов». 30 октября 2013 года сыграл свой первый матч в составе ФК «Ростов», матч проходил в Назрани в 1/16 финала Кубка России 2013/2014, против местного «Ангушта», и забил свой первый мяч.